# Orangegul daglilja
Orangegul daglilja (Hemerocallis middendorffii) är en växtart i familjen dagliljeväxter från nordöstra Asien och Japan.
Flerårig ört, 40-175 cm hög. Rötterna är replika, 1,5-3 mm tjocka, något förtjockade men utan knölar. Bladen är bandlika, 35-100 × 0,8-1,6 cm. Vid basen finns rester av äldre blad. Blomstängeln är kraftig och ihålig. Blommorna är något doftande och sitter i en huvudlik blomställning, något grenad hos var. exaltata, med 2-6 blommor. Stödbladen är gröna eller något rosa, äggrunda till lansettlikt äggrunda, 2-6 × 1-6 cm. Hyllebladen 6-10 cm långa och de blir 1-2 cm vida, de är guldgula eller orange. Blompipen blir 0,9-1,7 cm lång och omsluts vid basen av högbladen. Ståndarknapparna är purpursvarta. Frukten är en elliptisk kapsel, 1,5-4 cm lång.
- var. middendorffii - blomstängeln blir 50-60 cm, stödbladen är äggrunda, 2-2,5 cm långa. Bladen blir upp till 1,6 cm breda.
- Var. exaltata - blomstängeln blir 125-175 cm hög, stödbladen är 4-5,5 cm långa. Bladen blir upp till 6 cm breda. Japan.
- var. longibracteata - blomstängeln blir 20-35 cm, stödbladen är lansettlikt äggrunda, 3-6 cm långa. Bladen blir upp till 1,6 cm breda.

## Synonymer
var. middendorffii
- Hemerocallis dumortieri subsp. middendorffii (Trautv. & C.A.Mey.) Vorosch.
- Hemerocallis dumortieri var. middendorffii (Trautv. & C.A.Mey.) Kitam.

var. exaltata (Stout) M.Hotta
- Hemerocallis dumortieri var. exaltata (Stout) Kitam.
- Hemerocallis exaltata Stout

var. longibracteata Z.T.Xiong